# Philodromus placidus
Philodromus placidus là một loài nhện trong họ Philodromidae.
Loài này thuộc chi Philodromus. Philodromus placidus được Richard C. Banks miêu tả năm 1892.